# Can't Get Enough (Jennifer Lopez)
Can't Get Enough è un singolo della cantante statunitense Jennifer Lopez, pubblicato il 10 gennaio 2024 come primo estratto dal nono album in studio This Is Me... Now.

## Video musicale
Il video musicale, diretto da Dave Meyers, è stato pubblicato sul canale YouTube di Jennifer Lopez il 10 gennaio 2024 in concomitanza con l'uscita del brano. Il video, estratto dal film musicale This Is Me... Now: A Love Story, vede la partecipazione del ballerino Derek Hough e dell'attore Trevor Jackson.
Un secondo video musicale, diretto da Tanja Muïn'o, è stato prodotto per il remix che vede la partecipazione della rapper Latto, pubblicato il 29 gennaio 2024.

## Remix
Nelle settimane successive alla sua pubblicazione sono stati pubblicati tre diversi remix della canzone. Il 25 gennaio 202 è stato pubblicato il remix dance a cura del DJ brasiliano Bruno Martini. Il 26 gennaio 2024 è stato pubblicato un remix che vede la partecipazione della rapper Latto. Un terzo remix con la partecipazione del cantante dancehall jamaicano Sean Paul è stato pubblicato il 5 aprile 2024.

## Tracce
Testi e musiche di Jennifer Lopez, Christopher Chrishan Dotson, Atia Boggs, Andrew Neely, Rogét Chahayed, Angel Lopez, Chauncey Alexander Hollis, Jeff Gitelman, Alton Neamiah Ellis, Dennis Coffey.
1. Can't Get Enough – 3:06